# じゅんな
じゅんなは、日本の女性タレント、モデル、ユーチューバー、インフルエンサー。 

## 来歴
滋賀県出身。KOUEN所属。生まれも育ちも日本だが、両親が韓国人であることから韓国国籍である。
兄弟は双子の妹（ゆうな）、姉、弟。
身長160cm 体重45kg
足のサイズ 23.5cm
高校2年生当時からゆうなと共にTikTokを始め、直後から注目を集め出し、芸能事務所からのスカウトを受ける。
高校卒業と同時に芸能事務所と専属契約し、本格的に芸能活動を開始する。
2020年3月〜2022年12月 Ranzuki専属モデル
2023年2月〜現在 韓国に語学留学中
ゆうなの双子の姉で、二人の活動名は「いこーるちゃん」。
趣味：ゲーム、カラオケ、睡眠、タロット占い
特技：韓国語、バレーボール